# ОФК Белград
Молодіжний футбольний клуб «Белград»  (серб. Omladinski fudbalski klub Beograd, OFK Beograd) — сербський футбольний клуб із Белграда, заснований 1911 року. Виступає у сербській Суперлізі.

## Досягнення
Перша ліга Югославії:
- Чемпіон (5): 1930–31, 1932–33, 1934–35, 1935–36, 1938–39
- Срібний призер (6): 1927, 1929, 1937–38, 1939–40, 1954–55, 1963–64

Кубок Югославії:
- Володар кубка (5): 1933-34, 1952–53, 1954–55, 1961–62, 1965–66

Перша ліга Сербії та Чорногорії:
- Бронзовий призер (1): 2002/03

Кубок Сербії та Чорногорії:
- Фіналіст (1): 2005/06

Суперліга Сербії:
- Бронзовий призер (1): 2009/10

Кубок УЄФА:
- Чвертьфіналіст (1): 1972/73